# Albert Féraud
Albert Féraud, nacido el 26 de noviembre de 1921 en París y fallecido el 11 de enero de 2008 en Bagneux, es un escultor francés.

## Biografía
En 1940 realiza todos los talleres de la Escuelas de Bellas Artes de Montpellier, al año siguiente en la de Marsella y se inscribe en la Academia de Bellas Artes de París en el estudio de Alfred Janniot. Obtiene el gran premio de Roma de escultura en 1951. Entre 1950 y 1960, realiza numerosas obras en piedra o bronce.
Desarrolló una escultura experimental en cuanto a las formas y los materiales, ha trabajado la piedra, el bronce y el plomo, y posteriormente el acero.
Desde 1960, Albert Féraud descubre la recuperación de materiales y su trabajo se convierte en una abstracción cada vez más pronunciada. Con sus amigos escultores de la generación de los « récupérateurs », particularmente César y Michel Guinó, encuentra su materia prima en la chatarra de los automóviles, y en las descargas industriales. Posteriormente se dedica a trabajos en hierro soldado y acero inoxidable. Fue también amigo del pintor francés Annick Gendron y maestro de la escultora Rosette Bir.
Albert Féraud fue elegido miembro de la Academia de Bellas Artes en 1989, en el puesto dejado por Hubert Yencesse.
Ha participado en más de 200 exposiciones personales y de grupo en todo el mundo.
En el 40 aniversario de la Declaración Universal de Derechos Humanos de las Naciones Unidas, el 10 de diciembre de 1988, Albert Féraud diseñó para la UNESCO una medalla conmemorativa.
En París se pueden admirar algunas de sus obras en el Museo de la escultura a plein air, y el monumento al General Koenig, Mariscal de Francia en la Porte Maillot, obra encargada por el estado tras ganar en concurso de proyectos en 1977 y que fue inaugurada por François Mitterrand en 1984.
En la autopista París-Ginebra, en el área de servicio de Bourg-Teyssonge a Bourg-en-Bresse, se encuentra el monumento Galaxie que es su homenaje al astrónomo francés Jérôme Lalande.
En Italia, una de sus obras se exhibe en el museo al aire libre de Etroubles.
Oficial de la Legión de Honor, Caballero de la Orden de las Palmas Académicas.

## Obras monumentales
- Relieve (1957, piedra), CEG de Maizières les Metz, Mosela.
- La Tierra, altorrelieve, (1960, piedra) CET de Luxeuil-les-Bains, Alto Saona.
- Huit piliers (1961, terracota), liceo de Carcasona.
- Escultura (1962), CA de Pontarlier.
- Señal (1964, acero inoxidable), ENET del distrito n.º 10 (Saint-Tronc) de Marsella .
- Señal (1965, acero inoxidable), centro comercial de Empalot, Toulouse.
- Mur claustra (1967, acero inoxidable), facultad de medicina y de farmacia de Grenoble.
- Escultura (1967, acero inoxidable), Crédit Agricole de Arlés.
- Señal (1967, acero inoxidable), CES de Saint Barnabé de Marsella.
- Escultura (1968, acero inoxidable), facultad de letras de Niza, con Michel Guino.
- Escultura (1968, acero inoxidable), ZUP de La Sac, Massy-Vilaine, Essonne.
- Fuente (1970, acero inoxidable), CET de Loudun, Vienne.
- Señal (1970, acero inoxidable), CET de Saint-Étienne-du-Rouvray, Seine-Maritime.
- Porte de la Chapelle (1970, acero inoxidable ), Skôde, Suecia.
- Escultura (1971, acero inoxidable), CES de Morez, Jura.
- Fontaine (1971, acero inoxidable), école normale de Conflans-Sainte-Honorine, Yvelines.
- Escultura (1972, acero inoxidable), Fondation Port-Barcarès, Aude.
- Relieve (1972, acero inoxidable), estación del RER, Saint-Germain-en-Laye, Yvelines.
- Señal (1973, acero inoxidable) para la puerta del sol, plateau d'Assy, Haute Savoie.
- Escultura (1974, acero inoxidable), grupo escolar Wilson-Mulhouse, Reims, Marne.
- Escultura (1975, acero inoxidable), CET Jean Moulin, Le Chesnay, Yvelines.
- Escultura (1976, acero inoxidable), CES de Garges-Ies-Gonnesses, Val d'Oise.
- Escultura (1977, acero inoxidable), sede de la SACEM, Neuilly-sur-Seine.
- Señal (1978, acero inoxidable), Museo de Arte Moderno de Dunkerque, Nord.
- Señal (1979, acero inoxidable), liceo de Fécamp.
- Escultura (1979), Musée de la Sculpture en Plein Air de París.
- Señal (1981, acero inoxidable), liceo de Bastia.
- Señal (1981, acero inoxidable), LEP de Draguignan.
- Escultura (1983, acero inoxidable), biblioteca de Chatillon-sous-Bagneux, Place du Marché.
- Escultura y relieve (1983, acero inoxidable), maison de la Culture, Domazan, Gard.
- Escultura y relieve (1983, acero inoxidable), Boissy-sous-Saint-Yon, Essonne.
- Monumento al General Koenig, Mariscal de Francia (1984, acero inoxidable) porte Maillot, París, en colaboración con Marc Landowski. Prix Bartholdi-Eiffel.
- Escultura de nombre Andorra (1985, acero inoxidable), Camí de Prada Casadet, Andorra la Vieja, Principado de Andorra.
- Escultura (1986, acero inoxidable), centro comercial, Washington, EE. UU., señal de 10m de altura.
- Señal (1986, acero inoxidable), Galaxie, diámetro 10 m, autopista de Ginebra, área de servicio de Bourg-Teyssonge, Bourg-en-Bresse.
- Monumento a Victor Hugo (1986, acero inoxidable), jardines de la prefectura, Créteil, Val-de-Marne.
- Escultura (1990, acero inoxidable), carrefour de l'Espace, Cannes la Bocca.
- Señal (1990, acero inoxidable), Le Touquet.
- Escultura Monumental (1991, acero inoxidable), Fontenay-sous-Bois.
- Escultura (1994, acero inoxidable), liceo Paul Robert, Les Lilas, París.
- Fuente escultura (1995, acero inoxidable), hôpital Montimeran, Béziers.
- Escultura (acero inoxidable, sin nombre) en el pueblo medieval de Étroubles, Saint-Rhémy-En-Bosses, Italia.